# Пирокумулятивные облака
Пирокумулятивные облака или пирокумулюс (от др.-греч. πῦρ — огонь и лат. cumulus — «куча, груда») — или, буквально, «огненные облака» — конвективные (кучевые или кучево-дождевые) облака, вызванные пожаром или вулканической активностью.
Эти облака получили своё название от того, что огонь создает конвективные восходящие потоки, которые по мере подъёма при достижении уровня конденсации приводят к образованию облаков — сначала кучевых, а при благоприятных условиях — и кучево-дождевых. В этом случае возможны грозы; удары молнии из этого облака тогда вызывают новые возгорания. Нередко дожди, выпадающие из облака, ограничивают пожар под облаком или даже могут потушить его.
Пирокумулюсы можно увидеть везде, где происходят крупные продолжительные пожары: например, в Калифорнии, Французской Ривьере, в юго-восточной Австралии.
Пирокумулятивные облака имеют высокий процент положительных молний «облако — земля», в отличие от «нормальных» кучевых облаков.
Во время лесных пожаров в России в конце июля-начале августа 2010 года, согласно данным со спутников НАСА «Терра» (спектрометр MISR) и «Аква», пирокумулюсы были зафиксированы в стратосфере — их вершины достигали высоты 12 км, что свидетельствует, по мнению сотрудников НАСА, о высокой интенсивности пожаров.
- Лесной пожар в Йеллоустонском национальном парке вызвал облака — пирокумулюсы
- Лесной пожар в Йеллоустоне и пирокумулюсы
- Облака-пирокумулюсы во время пожаров в августе 2009 в Южной Калифорнии